# Agreste de Lagarto
Agreste de Lagarto è una microregione dello Stato del Sergipe in Brasile appartenente alla mesoregione dell'Agreste Sergipano.

## Comuni
Comprende 2 comuni:
- Lagarto
- Riachão do Dantas